# Microbiote typique des vaginoses bactériennes
La vaginose bactérienne est causée par un déséquilibre du microbiote vaginal humain bactérien naturellement présent dans le vagin,. Les espèces de lactobacilles normalement prédominantes sont nettement réduites.
Voici la liste des organismes présents dans le vagin lors d'une vaginose bactérienne, une maladie infectieuse du vagin causée par une croissance excessive de bactéries spécifiques,.
La nature des microorganismes présents et leurs relations sont modifiées lors d'une vaginose bactérienne, ce qui conduit à un milieu bactérien complexe. Certaines espèces n'ont été identifiées que récemment. Le fait d'être infectée par les agents pathogènes énumérés augmente le risque de contracter d'autres infections sexuellement transmissibles, notamment le sida,.

## Microbiote
- Actinobacteria spp[9]
- Anaerococcus spp[10]
- Actinomyces naeslundii[10]
- Aggregatibacter actinomycetemcomitans[10]
- Atopobium vaginae[9],[11]
- Bacteroides ureolyticus[10]
- Bifidobacterium spp[10]
- Clostridiales spp[9]
- Collinsella aerofaciens[10]
- Eggerthella spp[9]
  - Eggerthella lenta[10]
- Eubacterium spp[10]
- Fusobacterium nucleatum[10]
- Gardnerella vaginalis[4]
- Leptotrichia spp[9]
  - Leptotrichia amnionii[10]
- Megasphaera spp[9]
- Mobiluncus spp[4],[10]
- Mycoplasma hominis[4],[6]
- Mycoplasma parvum[6]
- Peptococcus spp[10]
- Peptoniphilus spp[10]
- Peptostreptococcus spp[4]
  - Peptostreptococcus anaerobius[10]
- Porphyromonas gingivalis[10]
- Prevotella spp[4],[10]
  - Prevotella bivia[10]
  - Prevotella disiens[10]
  - Prevotella intermedia[10]
- Slackia spp[10]
- Sneathia sanguinegens[10]
- Streptococcus viridans[12],[13]
- Tannerella forsythia[10]
- Treponema denticola[10]
- Ureaplasma urealyticum[4],[6]
- Veillonella parvula[10]